# 依普罗醇
依普罗醇是一种含氮有机化合物，化学式C22H30N2O2，能作为阻塞性肺病的药物。

## 合成
(-)-(R,S)-依普罗醇可由2-氯苯乙酮、N-苄基哌嗪和(S)-3-氯-1-苯基-1-丙醇为原料，经多步反应制得。